# Književnost u 1856.
◄◄ | ◄ | 1853. | 1854. | 1855. | 1856.  | 1857. | 1858. | 1859. | ► | ►►
Arhitektura • Astronomija • Biologija • Fotografija • Glazba • Kazalište • Kemija • Kiparstvo • Knjige • Književnost • Kršćanstvo • Meteorologija • Medicina • Politika • Pravo • Promet • Slikarstvo • Šport • Znanost • Željeznički promet
Književnost u 1856.

## Svijet

### Rođenja
- 26. srpnja  – George Bernard Shaw, irski dramatičar († 1950.)

## Vanjske poveznice
|  | Zajednički poslužitelj ima još gradiva o temi Književnost u 1856. |